# Carsten Knudsen
Carsten Knudsen (født 19. marts 1959 i Grindsted) er en dansk komponist, musiker, entertainer, manuskriptforfatter og skuespiller. Han er mest kendt for at være et af de tre medlemmer i bandet De Nattergale, som bl.a. har lavet The Julekalender fra 1991.
Privat har Carsten to sønner og er bosat i Risskov.

## Filmografi
- Walter & Carlo i Amerika (1989)
- The Julekalender (1991) (også manuskriptforfatter)
- Canal Wild Card (2001)
- CWC World (2003)
- Knudsen på de rå brædder (2005) (også manuskriptforfatter)

## Diskografi

### Solo
- Count Knudsen Ude på et side spor (1998)
- Du står med den i hånden (2001)
- På vej mod de høje tindinger (2007)
- Songs for the Pope (2010)
- Auf Deutsch (2010)
- En hel del lidt mere og noget hel andet (2011)
- Ukulele (2013)
- Skal Den Være Rød eller Skal Den Være Blå ( 2016)
- Som En Humlebi ( 2016)
- Som En humlebi a capella ( 2017)

### MedDe Nattergale
- 1987 Hva' har vi da gjort ... siden vi ska' ha'et så godt
- 1988 Nu ka' det vist ik' bli' meget bedre
- 1990 Det ka' jo aldrig gå værre end hiel gal
- 1991 Songs From The Julekalender
- 1992 Vi må da håbe det bli'r bedre i morgen
- 1995 Nu griber det godt nok om sig